# Claude Marie Joseph Pannetier
Cet article possède un paronyme, voir Claude Pennetier.
Pour les articles homonymes, voir Pannetier.
Claude Marie Joseph Pannetier, comte de Valdotte, né le 28 novembre 1769 à Pont-de-Vaux et mort dans cette même ville le 3 décembre 1843, est un général français de la Révolution et de l’Empire. volontaire au 3e bataillon de l'Ain en 1791, il conquiert ses épaulettes d'officier pendant les guerres révolutionnaires et se lie en Italie avec le général Joubert dont il devient l'aide de camp. Devenu général de brigade sous le Consulat, il effectue l'essentiel de sa carrière militaire sous l'Empire dans la péninsule ibérique où il se distingue à Alcolea, Bailén et Valence. 
Rappelé en France au début de la campagne de 1814, il prend part à la défense de Lyon à la tête d'une division sous le maréchal Augereau et s'illustre dans la plupart des combats qui ont lieu autour de la ville. Il se rallie à Napoléon lors des Cent-Jours en 1815 et retrouve un commandement à l'armée des Alpes, cette fois avec le grade de général de division. Ce dernier lui est toutefois retiré à la Restauration mais il le retrouve en 1831 comme lieutenant-général. Pannetier meurt quelque temps plus tard, en 1843.

## Guerres de la Révolution

### Du simple soldat au général de brigade
Il part comme soldat au 3e bataillon de volontaires de l'Ain le 12 décembre 1791. Caporal le 1er septembre 1792, sergent-major le 8 octobre et lieutenant le 6 janvier 1793, il fait les campagnes de 1792 à 1794 au sein de l'armée du Rhin. Il assiste au combat de Kaiserslautern les 28 et 29 novembre 1793 et y reçoit un coup de feu au bras gauche. Passé à l'armée d'Italie, il est remarqué par le général en chef Joubert en enlevant sous ses yeux, au col de Campion, sept postes autrichiens. Le 2 novembre 1796, au passage du Lavis, il s'empare d'une redoute, et le lendemain du pont de Neumarkt. 
Le 5 janvier 1797 Joubert, devenu un ami proche, choisit Pannetier pour aide de camp. Ce dernier se distingue particulièrement le 14 janvier à la bataille de Rivoli où il reçoit un nouveau coup de feu à la jambe droite, et est nommé capitaine sur le champ de bataille. Il continue de servir à l'armée d'Italie de 1798 à 1800 et est nommé chef de bataillon le 3 mars 1798. Il se signale une nouvelle fois lors de la bataille de Novi. Joubert ayant été tué au cours de l'affrontement, c'est lui qui ramène sa dépouille en France. Fait adjudant-général chef de brigade le 13 octobre 1799 par le général Championnet, il est affecté à l'armée de réserve formée au cours de l'année 1800.
Le 23 septembre 1801 il entre comme chef de bureau au ministère de la Guerre. Élevé au grade de général de brigade le 29 août 1803, puis membre de la Légion d'honneur en 1804, il obtient ensuite le titre de commandeur de l'ordre le 14 juin 1804. Il passe le 4 février 1804 à l'armée des côtes avant d'être employé à la Grande Armée en 1805. Le 25 février 1806 il est attaché au 7e corps commandé par Augereau, en qualité de chef d'état-major général, et confirmé dans cet emploi le 9 mars suivant.

### Sous le Premier Empire, 1807-1813

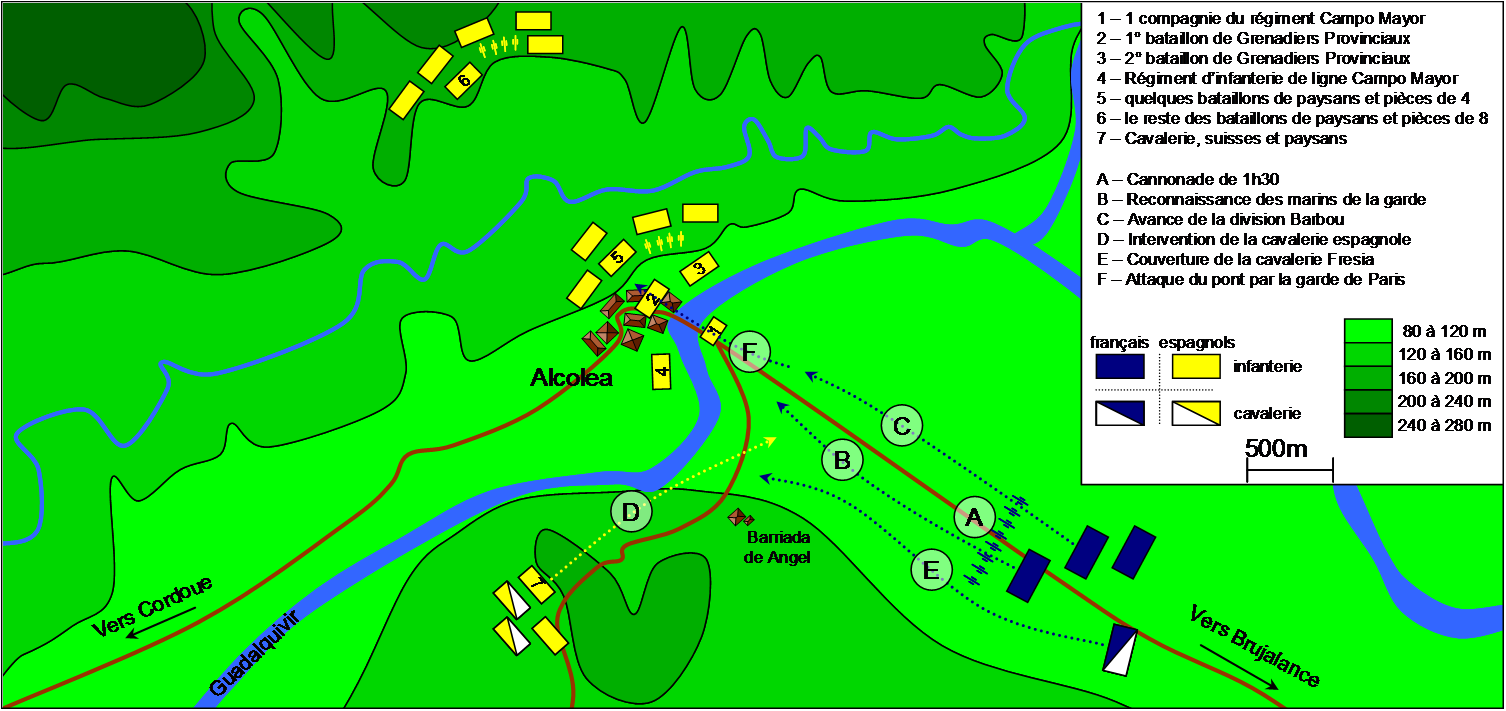
Plan de la bataille d'Alcolea, le 7 juin 1808. En F, l'attaque du pont par la garde de Paris.

Envoyé au 2e corps d'observation de la Gironde le 3 novembre 1807, il ne tarde pas à entrer en Espagne et participe à la bataille du pont d'Alcolea, le 7 juin 1808. Sa brigade, dont fait partie le 2e régiment de la garde de Paris, s'avance la première au pas de charge sur les retranchements du village d'Alcolea, défendu par 25 000 Espagnols et 12 pièces d'artillerie. Sans répondre au feu de l'ennemi, il escalade l'épaulement malgré la profondeur du fossé, culbute les Espagnols et s'empare d'Alcolea, ce qui détermine la victoire française. Lors de la bataille de Bailén le 19 juillet, le général Pannetier a sous ses ordres deux bataillons de la 3e légion forts de 1 600 hommes, auxquels s'ajoutent deux pièces de 8 livres, quatre pièces de 4 livres et un obusier servis par une centaine d'artilleurs. Il est fait prisonnier à la suite de la capitulation française le 21 juillet 1808.
Il est toutefois relâché peu après et est d'abord employé à l'état-major de l'armée d'Espagne avant de passer dans la division du général Lapisse. Le 31 mai 1809, il fait partie de l'armée d'Allemagne où il sert comme brigadier à la division Boudet puis à la division Puthod. Le général passe ensuite au 1er corps le 7 août de la même année. Le 19 juillet 1810 il prend le commandement d'une brigade de la 2e division d'arrière-garde à l'armée d'Espagne. Le 3 juillet 1811 il emporte d'assaut la ville de Sorlada. Dans la nuit du 1er au 2 janvier 1812 il ouvre la tranchée devant Valence, à 80 toises des ouvrages de San Vicente d'Olivetto. L'année suivante il se mesure avec succès aux partis espagnols qui sèment le trouble en Castille et interceptent les communications. Au terme de ces opérations, il expédie une colonne de 7 000 prisonniers vers la France. Il obtient alors un congé et, le 2 novembre 1813, rejoint l'armée d'Aragon et de Catalogne où il commande la 2e brigade de la 2e division.

### Défense de Lyon, 1814-1815
Au mois de janvier 1814, parallèlement aux opérations qu'il mène dans le sud-ouest de la France, Suchet doit diriger une partie de ses troupes vers Lyon où le maréchal Augereau, chargé de la défense de la ville, a le plus grand mal à former une armée capable de résister aux Autrichiens. Parmi les renforts qui se mettent en marche vers l'est figure la division commandée par Pannetier, forte de trois brigades sous les généraux Estève, Gudin et Ordonneau. Rassemblée à Perpignan, elle est ensuite scindée en quatre colonnes et transportée jusqu'à Lyon en voitures de poste. La première colonne arrive à destination le 6 février, mais il faut encore attendre une semaine pour que la division soit réunie au complet. Au 15 février, Pannetier dispose des 1er et 23e légers et des 7e, 16e, 20e et 67e de ligne, au total 7 060 hommes qui constituent la 2e division d'infanterie de l'armée de Lyon.
Pannetier combat avec distinction sous les ordres du maréchal Augereau. Ce dernier, voulant contraindre l'ennemi à évacuer les départements qu'il a envahis, lui donne ordre de se porter par Villefranche-sur-Saône. Le 17 février 1814 il culbute les avant-postes autrichiens à Villefranche, leur fait une centaine de prisonniers et le lendemain, enlève la ville de Mâcon au général Scheiter, après un engagement assez vif. Le 17 mars, assailli par des forces supérieures, il voit d'abord sa position enlevée et doit battre en retraite, poursuivi par la tête de colonne du général Bianchi ; toutefois, bientôt soutenu par la réserve, il rentre dans Lage-Longeart[Où ?] à la tête du 4e de hussards et taille en pièces une brigade autrichienne forte de quatre bataillons et de quatre escadrons. Le 20 mars il se distingue de nouveau à Lyon au cours des combats du faubourg de Vaise.
Le 8 juillet le roi le fait chevalier de Saint-Louis. Mis en non-activité dans le mois de septembre, il est employé le 14 avril 1815, à l'organisation des gardes nationales sous les ordres du général Rouyer. Nommé général de division le 16 avril 1815, il commande aux Échelles qu'il doit cependant évacuer face à des forces supérieures. Le 10 mai il passe à l'armée des Alpes et prend le commandement de la 6e division de réserve des gardes nationales. Une ordonnance royale du 1er août annule sa nomination au grade de général de division et le met en non-activité le 16 du même mois.

## Retraite et Restauration
Il obtient sa retraite le 1er décembre 1824. Remis en activité, il commande le département de l'Ain le 14 janvier 1831. Compris dans le cadre d'activité de l'état-major général le 22 mars de la même année, le roi le fait lieutenant-général le 18 novembre suivant. Placé dans le cadre de réserve le 20 décembre, il est réadmis à la retraite le 1er décembre 1834. 
Il meurt à Pont-de-Vaux le 3 décembre 1843 et y est enterré.

## Titres
Il a été fait baron de l'Empire le 10 mars 1808, comte d'Empire le 31 décembre 1809 et a pris le nom de Valdotte après la Restauration.